# Monecphora christenseni
Monecphora christenseni är en insektsart som beskrevs av Victor Lallemand 1940. Monecphora christenseni ingår i släktet Monecphora och familjen spottstritar. Inga underarter finns listade i Catalogue of Life.